# Sloanea garckeana
Sloanea garckeana är en tvåhjärtbladig växtart som beskrevs av Karl Moritz Schumann. Sloanea garckeana ingår i släktet Sloanea och familjen Elaeocarpaceae. Inga underarter finns listade i Catalogue of Life.